# Eletica posticemaculata
Eletica posticemaculata es una especie de coleóptero de la familia Meloidae.

## Distribución geográfica
Habita en Tanganica (África).